# The Shootist
The Shootist (br: O último pistoleiro / pt: O atirador) é um filme estadunidense de 1976, do gênero western, dirigido por Don Siegel. O roteiro é baseado em livro publicado em 1975, de  Glendon Swarthout. Foi o último filme do ator John Wayne (1907-1979).
Um faroeste psicológico, que ressoa como um requiem à mitologia do ator. Seu personagem, como ele próprio, é uma legenda anacrônica, sofre de câncer e tem os dias contados.
Reunindo veteranos atores, esta homenagem à velha Holywood e à mitologia do faroeste marcou a despedida de Wayne como um tributo à glória do ator: o passado herói é invocado em cenas de antigos westerns de John Ford, Howard Hawks e Farrow, todos interpretados por John Wayne. Música de Elmer Bernstein.

## Sinopse
O filme conta o final da vida de John Bernard (J.B.) Books, um veterano e famoso pistoleiro apelidado de "shootist", que no passado já havia matado mais de trinta homens. Em 1901, ele sofre de uma doença terminal, um câncer na próstata, e vai à Carson City, Nevada. No livro era El Paso. 
Sua intenção é a de visitar um médico, seu velho amigo, Doc E.W. Hostetler, em busca de uma segunda opinião. Depois de confirmado o diagnóstico, o qual prevê morte próxima, Books aluga um quarto da viúva 'Bond' (apelido que significa mulher). A presença de Books vira notícia em toda a região. 
Enquanto o delegado Thibido exulta ao saber que o mitológico Books irá morrer na cidade, Bond Rogers receia os efeitos nocivos que o pistoleiro pode acarretar ao filho Gillom, que adora caubóis famosos. Em sua agonia, Books deve defrontar-se com repórteres interessados em cobrir a morte de um mito e com pistoleiros dispostos a desafiá-lo a um último duelo, como Pulford, Cobb e Sweeney. 

## Elenco
- John Wayne .... John Bernard Books
- James Stewart .... Dr. E.W. Hostetler
- Lauren Bacall .... "Bond" Rogers
- Ron Howard .... Gillom Rogers
- Richard Boone .... Mike Sweeney
- Hugh O'Brian  .... Jack Pulford
- Harry Morgan .... Delegado Walter J. Thibido
- Scatman Crothers  .... Moses Brown
- John Carradine .... Hezekiah Beckum
- Bill McKinney .... Cob